# Mankatin
Mankatin – miejscowość w Egipcie, w muhafazie Al-Minja. W 2006 roku liczyła 19 950 mieszkańców.